# Åke Pernby
Åke Valdemar Pernby, född 19 maj 1901 i Trelleborg, död 8 januari 1981 i Sollentuna församling, var en svensk bildkonstnär, grafiker och konstpedagog. Åren 1929-1949 drev han tillsammans med konstnären Otte Sköld, Otte Skölds konstskola i Stockholm. Åren 1949-1976 fortsatte han att driva konstskolan i egen regi under namnet Pernbys målarskola i Stockholm.

## Studier
Åke Pernby tog studenten i Lund 1922. Under åren 1923-1928 studerade han konst i Paris. Efter sina konststudier började han som massier, vaktmästare eller intendent vid Académie Scandinave i Paris. Där blev han vän med Otte Sköld, som drev målarskolan.

## Startade målarskola i Stockholm
Åke Pernby och Otte Sköld återvände 1929 från Paris och Académie Scandinave till Sverige och grundade i oktober 1928 tillsammans i Stockholm Otte Skölds målarskola, senare omdöpt till Pernbys målarskola.
De båda vännerna planerade att bryta upp från Paris. Över en avskedspernod kom de överens om att den som först kom hem till Sverige igen, skulle leta rätt på en lämplig ateljé för att starta en målarskola. Året var 1929 och den då 27-årige Åke var först hemma. Det blev upptakten till Otte Skölds målarskola. Skolans lokaler ligger i centrala Stockholm. Lokalerna inryms på två våningsplan, i tre olika lokaler, i ett hus från 1900-talets början. ”Ettorna” arbetar tillsammans i en stor ateljé på 4 trappor.
Vid Snickarbacken 7 i Stockholm, som  är en kort gata i stadsdelen Norrmalm och går mellan Birger Jarlsgatan i öster via en trappa till Regeringsgatan i väster, hittade han just den parisiska miljö han sökte. Skolan låg högt under takåsen i ett gammalt patricierhus. Ateljén ligger i ett gammalt hus, som ursprungligen varit ett katolskt församlingshus; det märks på de färgglada och preciösa trappmålningarna, på de mångfärgade glasen i fönstren och på deras form.
Skolan fick snabbt gott anseende och den fungerade som en plantskola för fortsatta studier vid Konstakademien. Skolan utformades som en ren målarskola efter klassiskt mönster med undervisning kvälls- och dagtid. Professor Sköld kom två gånger i veckan och såg vad eleverna åstadkommit, då blev kritiken ofta hård, men nyttig.
Otte Sköld ledde verksamheten vid skolan fram till 1932, då han tillträdde som professor vid Konstakademien. Åke Pernby övertog då ledningen, men Otte Sköld fortsatte att undervisa vid skolan ytterligare ett par år. Undervisningen började i lokaler på Grevgatan 26, men flyttade 1929 till den ateljé på Odengatan 37 i vilken Carl Wilhelmson under tidigt 1910-tal drivit sin målarskola.
Tillsammans med Isaac Grünewalds målarskola kunde Otte Skölds målarskola den erbjuda den mest betydelsefulla grundutbildningen för sin tid.
Åren 1929-1949 drev de båda konstnärerna Åke Pernby och Otte Sköld tillsammans Otte Skölds målarskola i Stockholm.
1949 fortsatte Åke Pernby i eget namn efter att Otte Sköld blivit överintendent på Nationalmuseum. Nu drevs skolan också med nya konstnärer som medarbetare. Med tiden skaffade Pernby sig en osedvanlig förmåga att få människor att växa, men han hade stränga regler.
På somrarna reste han utomlands med sina elever för att de ska kunna förkovra sig ytterligare genom studiebesök på museer och få känna sig för med utländska motiv. Resorna gick till Paris, Bretagne och Jugoslavien, men även resor till Lappland fanns med på programmet.
Att lära sig allt från grunden, inte minst måleriets teknik och att skaffa sig respekt för konsten var hörnstenar i Åke Pernbys pedagogik. Han ville inte befatta sig med måleriets avarter. Han ansåg att "Det går sålunda inte att först börja omforma motivet och sedan se på det. Utan först måste man känna motivet ordentligt för att sedan eventuellt söka omforma det."
Många av tidens stora konstnärer tecknade croquis (en skissartad teckning efter levande modell) och målade modell på målarskolan. Några av dem var Curt Clemens, Tage Hedqvist, Lennart Gram, Erik Jensen, Uno Vallman och Pierre Olofsson.
På 1950-talet började Pernby leda kvällskurser, bland annat i Hälsingland och i slutet på 1950-talet startade han kvällskurs i ABF-regi i Söderhamn.
1976 lämnade han ledningen för Pernbys Målarskola, som fortfarande är verksam. Han var framstående i kretsen av svenska konstpedagoger.
Han har målat landskap med industrisamhällen, samt stilleben, dessutom har han arbetat med liknande motiv i torrnål.

## Utmärkelser
Åke Pernby tilldelades:
- Kungliga Patriotiska Sällskapets medalj 1951.
- Riddare av Vasaorden 1971.

## Representerad
- Västerås konstmuseum
- Trelleborgs museum (arkeologi, kulturhistoria, konst, konsthantverk, naturhistoria och etnografi)